# ديبلازيوم إسكلنتوم
السرخس النباتي ديبلازيوم إسكلنتوم هو سرخس صالح للأكل يوجد في جميع أنحاء آسيا وأوقيانوسيا. من المحتمل أن يكون واحد من أكثر السراخس استهلاكًا.
ينتمي جنس ديبلازيوم [الإنجليزية] إلى فصيلة أثيرياسيا [الإنجليزية] في رتيبة يوبوليبودس II [الإنجليزية] من رتبة السرخسيات، في فئة السراخس.

## الوصف
هذا النبات عبارة عن سرخس كبير معمر بجذمور صاعد يبلغ ارتفاعه حوالي 50 سم ومغطى بقشور حمراء قصيرة يبلغ طولها حوالي 1 مم. النبات ذو ريشتين مع أعناق بنية طويلة، وقاعدة سويقات سوداء ومغطاة بقشور قصيرة. يمكن أن يصل طول السعفة إلى 1.5 متر، ويبلغ طول صيوان الأذن حوالي 8 سم وعرضها 2 سم.

## الاستخدامات
يُقلى السعف الصغير ويُستخدم في السلطات.
قد تحتوي على كميات خفيفة من سموم السرخس ولكن لم تُسجل أي آثار سامة كبيرة.
يُعرف باسم "الجناح" في الفلبين، براعم السرخس وسرخس الرأس في ماليزيا، خضار السرخس أو السرخس في إندونيسيا، فاك كوت في تايلاند، الخس في فيتنام، ديكيا في آسام، دنكي شاك باللغة البنغالية ، بالوي ساج في سيلهيتي، ونينغرو في النيبالية، ودينغكيا في بورو، ولينغودا في شمال الهند، في إشارة إلى السعف المجعد.
ومن المعروف باسم بوهول أو هوأيأو في المطبخ الهاواي [الإنجليزية]. تنمو السرخس في المناطق الرطبة من الوديان المظللة. يُعتقد أن نوع السرخس ديبلازيوم إسكلنتوم قد استقدم وجُنس في هاواي وأُبلغ عن جمعه لأول مرة في عام 1910. كما أن للسراخس استخدامات طبية.

## التأثيرات الدوائية
أظهر المستخلص أيضًا نشاطًا مثبطًا لإنزيم ألفا جلوكوزيداز [الإنجليزية].

## معرض الصور

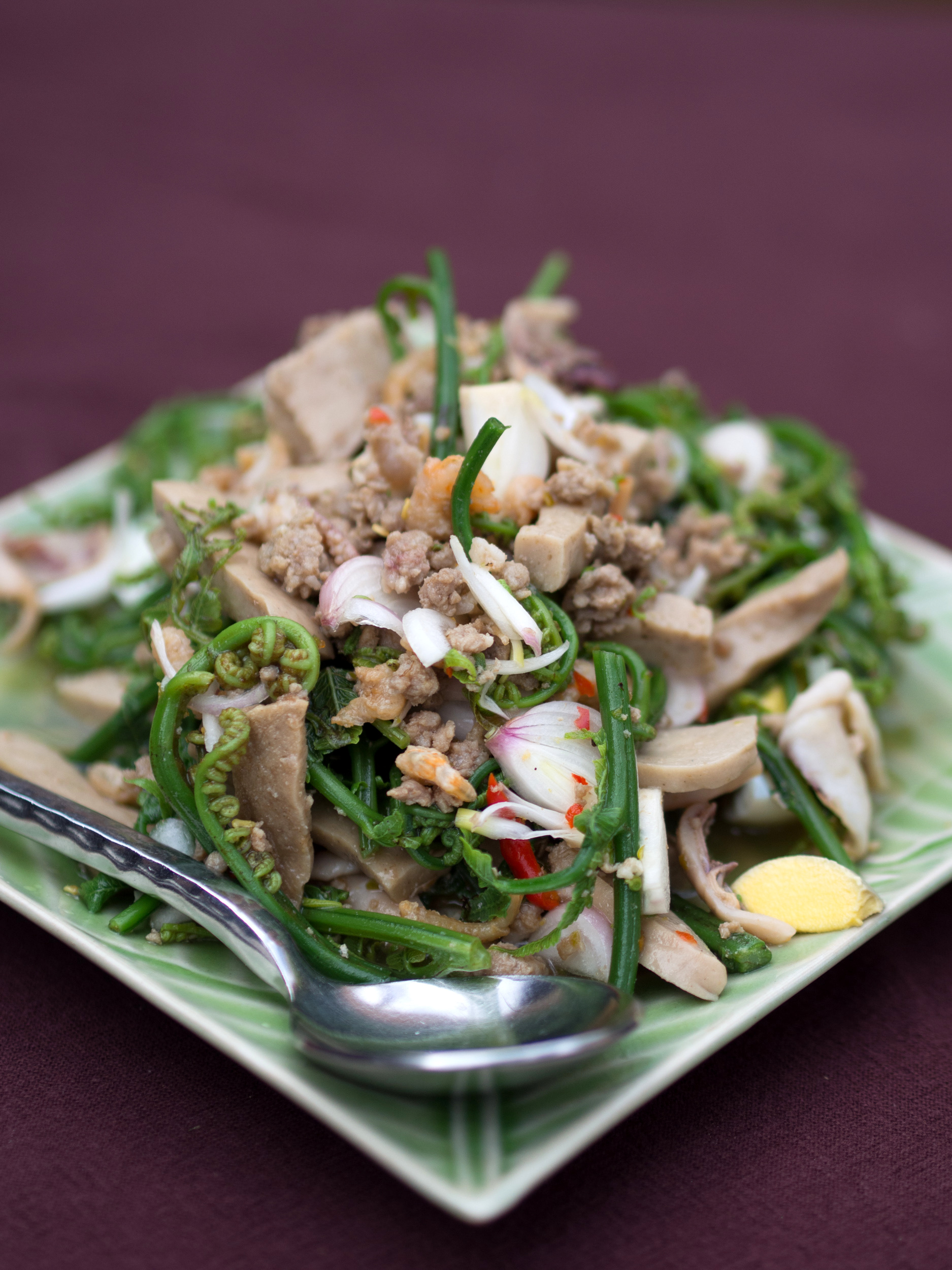
يام فاك خوت ، سلطة تايلاندية من أوراق السرخس ولحم الخنزير
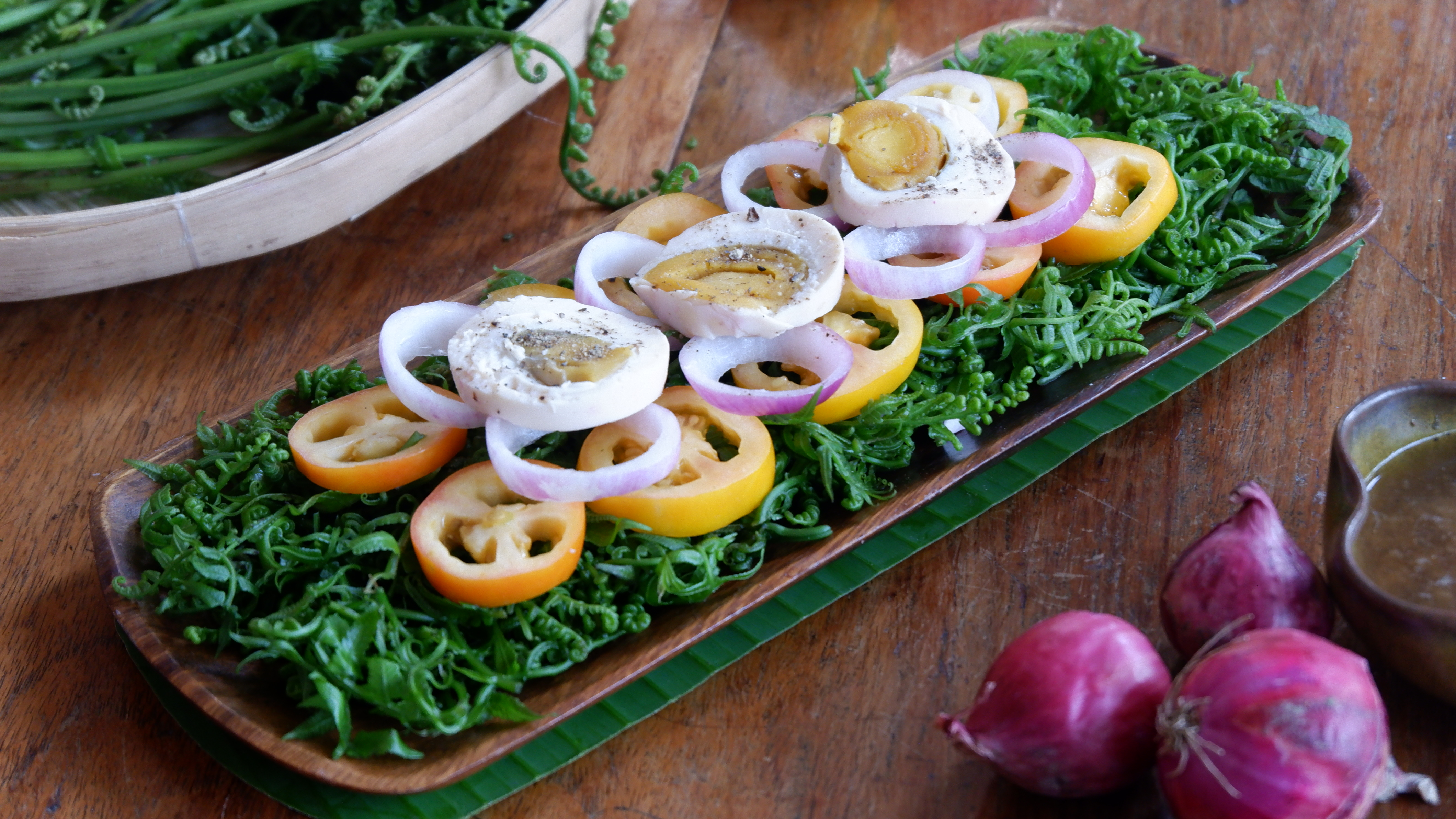
إنسالادانج باكو (سلطة السرخس) مع البيض المملح من الفلبين
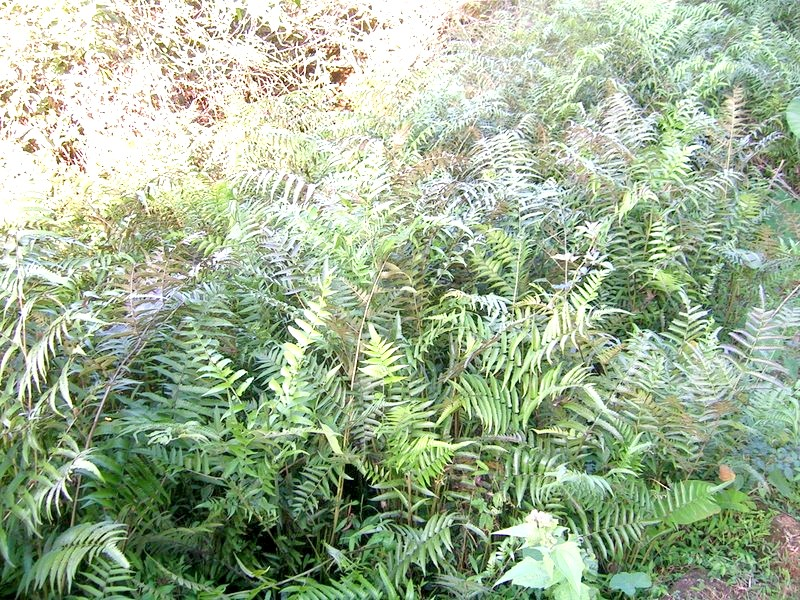
الموئل

## الملاحظات
1. ↑  (باللاتينية: pakô )
2. ↑  (باللاتينية: pucuk paku)
3. ↑  (باللاتينية: paku tanjung)
4. ↑  (باللاتينية: sayur paku)
5. ↑  (باللاتينية: pakis)
6. ↑  (باللاتينية: phak koot)
7. ↑  (باللاتينية: rau dớn)
8. ↑  (باللاتينية: dhekia)
9. ↑  pohole
10. ↑  hō'i'o